# Allan Kemakeza
Allan Kemakeza, né le 11 septembre 1950, est un homme politique salomonais, Premier ministre du 17 décembre 2001 au 4 avril 2006.

## Biographie
En 1972 il rejoint la Royal Solomon Islands Police Force (la force de police), en tant que simple agent de police. Il gravit les échelons jusqu'à devenir chef de la police judiciaire. Il quitte la police pour prendre part aux élections législatives de 1989. Il est élu député au Parlement national, où il est réélu en 1993, 1997, 2001 puis 2006, avant d'être battu aux élections de 2010.
À la suite des élections de 1989, il rejoint la majorité du Premier ministre Solomon Mamaloni, qui le nomme ministre de la Police et de la Justice. Il exerce cette fonction jusqu'en 1990, puis est nommé ministre du Logement et des Services publics. Le gouvernement Mamaloni est battu aux élections législatives de 1993, et Kemakeza devient vice-chef de l'opposition officielle. Mamaloni retrouve le pouvoir en novembre 1994, et nomme Kemakeza ministre des Forêts, de l'Environnement et de la Préservation de la nature. Ayant nommé son bras droit à ce poste, Mamaloni mène une politique de déforestation à grande échelle, faisant de l'exploitation intensive des ressources forestières par des compagnies étrangères la principale source de revenus du pays. L'État s'enfonce dans la corruption, et le gouvernement est battu aux législatives de 1997. Kemakeza est à nouveau vice-chef de l'opposition jusqu'en 1999. À cette date le pays est en crise, déstabilisé par des violences inter-ethniques sur l'île de Guadalcanal, face auxquelles l'État et la police s'avèrent impuissants.
En juin 2000, Kemakeza accepte le poste de vice-Premier ministre et de ministre de l'Unité nationale, de la réconciliation et de la paix dans le nouveau gouvernement dirigé par Manasseh Sogavare. Les violences se poursuivent. Elles cessent temporairement en octobre, à la suite d'un accord de paix entre les factions armées. L'une de ces factions, la Malaita Eagle Force, exerce alors une influence prépondérante sur le gouvernement. Les militants de la MEF se servent dans les finances de l'État, au nom du droit à la compensation pour les violences subies par les membres de la communauté malaitane à Guadalcanal. Les services publics périclitent. Des compagnies d'exploitation forestière étrangères sont autorisées à opérer à leur guise, versant en échange une partie de leurs profits au gouvernement. En août 2001, Sogavare limoge Kemakeza, accusé de corruption. Ce dernier, toutefois, remporte les élections législatives de décembre, et devient Premier ministre. En 2002, Kemakeza est fait chevalier commandeur de l'ordre de l'Empire britannique, « pour services rendus aux forces de police et à la politique », pour son rôle dans les accords de paix de 2000. Cette même année, la police arme des groupes de militants, leur confiant la tâche d'éradiquer les derniers partisans armés de Harold Keke, qui avait refusé l'accord de paix. Les violences reprennent ; des villages de partisans supposés de Keke sont brûlés. Les habitants font face à des intimidations, n'ont parfois plus accès aux services publics essentiels -dont les soins de santé-, et la corruption est devenue endémique.
Le 5 juin 2003, dépassé par les violences, Allan Kemakeza accepte l'offre d'une intervention militaire régionale, menée par l'Australie. Cette intervention devient la Mission d'assistance régionale aux îles Salomon (RAMSI). Composée de soldats mais aussi de policiers et de conseillers en divers domaines, issus de la plupart des États océaniens, elle parvient à restaurer la paix, désarmer les militants, rétablir une justice et une force de police en état de fonctionner, et petit à petit à aider les autorités salomonaises à re-bâtir les institutions fonctionnelles d'un État souverain,. Kemakeza perd les élections législatives d'avril 2006, et démissionne de la tête du gouvernement, mais conserve son siège de député.
En novembre 2007, la justice le reconnaît coupable d'extorsion et de vol, pour avoir orchestré un raid sur un cabinet juridique. L'attaque avait été menée en 2002 par des hommes de la Malaita Eagle Force pour intimider des avocats australiens travaillant dans le pays. Kemakeza est condamné à dix-huit mois de prison, dont six mois ferme. La sentence relativement clémente est due au fait qu'en invitant la mission RAMSI à reconstruire les institutions juridiques du pays en 2003, Kemakeza avait consciemment rendu possible sa propre arrestation. Pour autant, il est nommé ministre des Forêts par le nouveau Premier ministre Derek Sikua en décembre 2007. Il entame sa peine de prison en septembre 2008, et perd à cette occasion son siège de député, ainsi que son poste au gouvernement. Il purge cinq mois de prison,,.
Battu aux élections législatives d'août 2010, il brigue alors le poste de président du Parlement, qui doit revenir à une personne externe à l'Assemblée. Les députés l'élisent président du Parlement en septembre. Il démissionne le 10 octobre 2014, en amont des législatives, et ne brigue pas de nouveau mandat.
En novembre 2016, sur demande du gouvernement de Manasseh Sogavare et en raison de sa condamnation en 2008, la reine Élisabeth II annule le titre de chevalier d'Allan Kemakeza, qui n'est ainsi plus autorisé à être appelé « Sir ».